# Salacia lehmbachii
Salacia lehmbachii är en benvedsväxtart som beskrevs av Ludwig Eduard Theodor Loesener. Salacia lehmbachii ingår i släktet Salacia och familjen Celastraceae.

## Underarter
Arten delas in i följande underarter:
- S. l. cucumerella
- S. l. aurantiaca
- S. l. leonensis
- S. l. manus-lacertae
- S. l. pes-ranulae
- S. l. uregaensis